# Hololepta bogotana
Hololepta bogotana är en skalbaggsart som beskrevs av Sylvain Auguste de Marseul 1853. Hololepta bogotana ingår i släktet Hololepta och familjen stumpbaggar. Inga underarter finns listade i Catalogue of Life.